# Auflichtmikroskopie

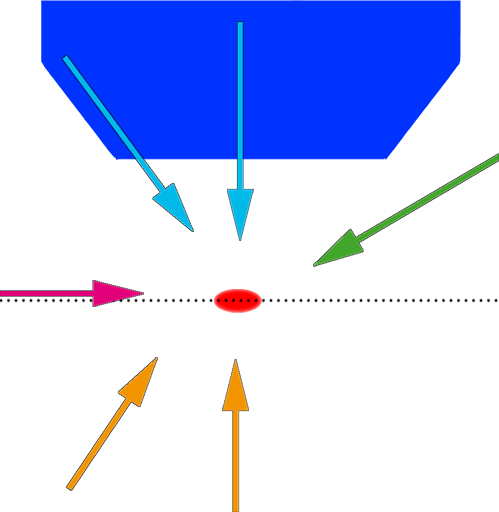
Beleuchtungsmöglichkeiten eines mikroskopischen Präparats (rotes Oval), das in der Schärfeebene (Punktlinie) vor dem Objektiv (dunkelblau) liegt. Bei Auflichtmikroskopie kommt die Beleuchtung durch das Objektiv (blaue Pfeile) oder seitlich am Objektiv vorbei (grüner Pfeil).

Als Auflichtmikroskopie werden in der Mikroskopie Beleuchtungsverfahren bezeichnet, bei denen das Licht durch das Objektiv (im Schemabild blaue Pfeile) oder seitlich am Objektiv vorbei (grüner Pfeil) auf das Präparat geleitet wird.
Im Gegensatz zur weiter verbreiteten Durchlichtmikroskopie wird das Präparat bei der Auflichtmikroskopie also nicht durchstrahlt (gelbe Pfeile).
Eine Beleuchtung durch die Linsen des Objektivs kann erfolgen, wenn sich oberhalb des Objektivs ein Halbdurchlässiger Spiegel im Strahlengang befindet, der das Licht für die Beleuchtung von jenem zum Detektor (Auge oder Kamera) trennt. Weitere Möglichkeiten zur Auflichtbeleuchtung sind die Beleuchtung durch Lampen, die seitlich am Objektiv vorbei strahlen, oder die Verwendung eines Lieberkühn-Spiegels.
Auflichtmikroskopie wird für lichtundurchlässige Objekte wie etwa Gesteinsproben verwendet, aber auch für größere Objekte, beispielsweise in der Stereomikroskopie.
Dieser Artikel behandelt Auflichtmikroskopie mit normalem weißen Licht. Fluoreszenzmikroskopie, bei der ebenfalls meist Auflicht verwendet wird, ist in einem eigenen Artikel beschrieben.

## Beleuchtung durch das Objektiv

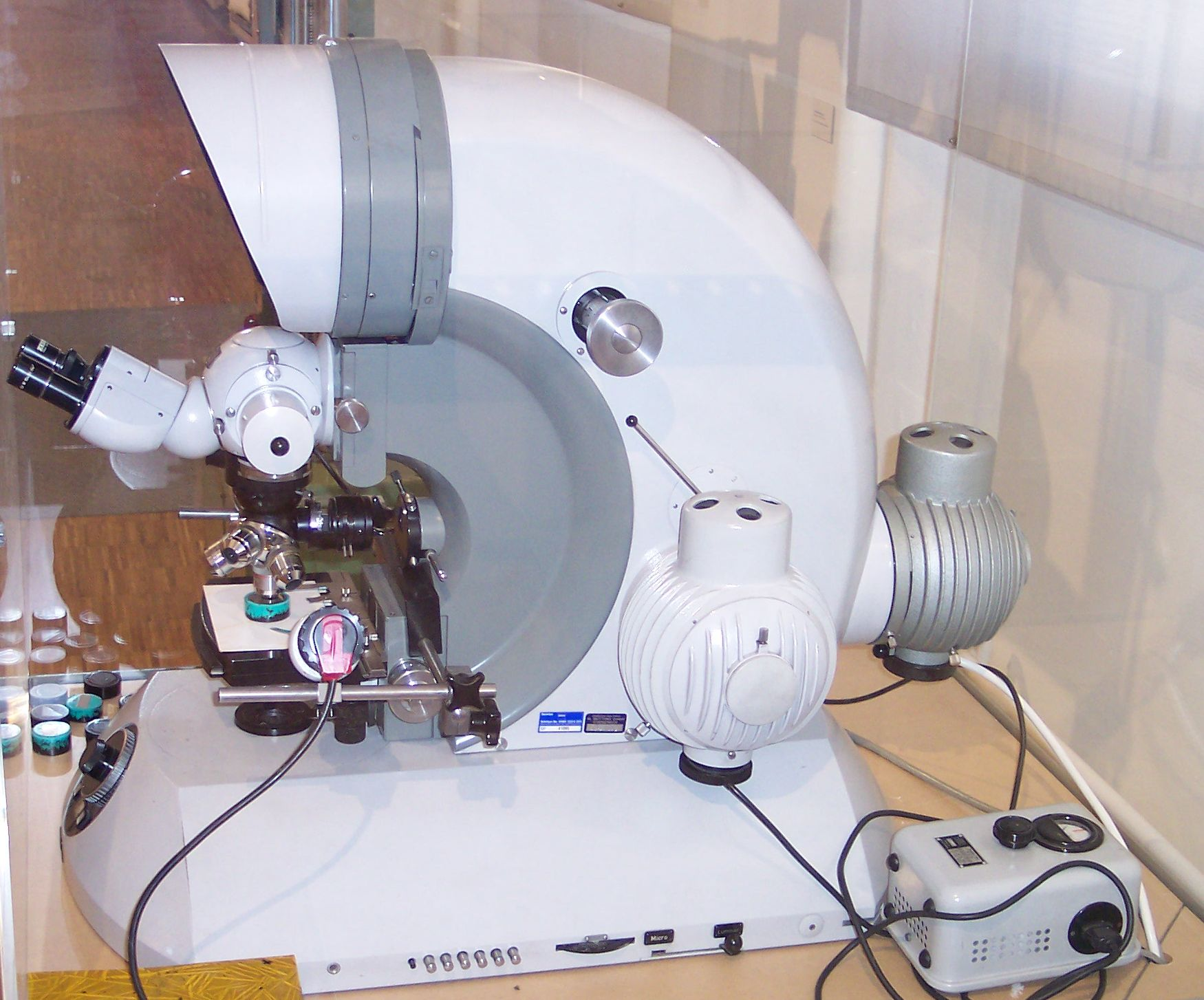
Aufrechtes Auflichtmikroskop

Die Beleuchtung durch das Objektiv ist bei hochwertigen und hochauflösenden Mikroskopen seit dem 20. Jahrhundert die verbreitetste Beleuchtungsmethode in der Auflichtmikroskopie.

### Aufrechte und inverse Bauformen
Wie bei der Durchlichtmikroskopie gibt es auch bei der Auflichtmikroskopie zwei verschiedene Konstruktionsansätze: die aufrechte, bei der das Objektiv oberhalb des Präparats mit der Frontlinse nach unten montiert ist sowie die inverse (auch: gestürzte) Bauweise, bei der sich das Objektiv unterhalb des Präparats befindet und die Frontlinse nach oben zeigt. Bei beiden Bauweisen kann Köhlersche Beleuchtung verwendet werden.
Aufrechtstehende Auflichtmikroskope haben einen ähnlichen Aufbau wie typische Durchlichtmikroskope, haben jedoch für gewöhnlich massive Objekttische. In der Regel ist das Lichthaus hinten am Mikroskop befestigt. Das Licht wird durch die Leuchtfeldblende hindurch in einen Bereich geleitet, in dem Farb- und Reduktionsfilter eingesetzt werden können. Danach passiert das Licht die Aperturblende des Kondensors und trifft daraufhin durch einen halbdurchlässigen Spiegel, der den größten Anteil des Lichts in Richtung des Objektivs umlenkt. Von dort wird es durch das Objektiv auf das Objekt fokussiert. Von diesem wird das Licht reflektiert, und es durchläuft erneut das Objektiv. Das Licht durchläuft wieder den halbdurchlässigen Spiegel und wird in Richtung der Okulare umgelenkt. Nach dem Passieren der Okulare trifft das Licht auf die Netzhaut des Betrachters.
Bei vielen (besseren) Auflichtmikroskopen lässt sich das Lichthaus auch so umsetzen, dass es Durchlichtbeleuchtung erlaubt. Dies erfordert dann natürlich einen passenden Objekttisch.
Bei den inversen Auflichtmikroskopen stellt der Objekttisch üblicherweise den höchsten Punkt des Gerätes dar. Das Objekt liegt mit der zu mikroskopierenden Fläche nach unten auf dem Objektteller und wird auch von unten bestrahlt. Ansonsten sind Beleuchtungs- und Abbildungsstrahlengang prinzipiell gleich, nur eben um 180° gedreht.
In der Handhabung der beiden Gerätetypen ergeben sich damit in der Praxis primär folgende Unterschiede:
- Die Größe der Objekte ist bei inversen Auflichtmikroskopen nur durch die Tragfähigkeit des Objekttisches begrenzt. So können größere Objekte untersucht werden, ohne sie zerkleinern (und damit eventuell zerstören) zu müssen.
- Die Objekte liegen bei inversen Auflichtmikroskopen immer plan und im rechten Winkel zum Objektiv. Ein Aufquetschen auf Knetmasse oder Ähnliches, wie es bei den aufrechtstehenden Auflichtmikroskopen üblicherweise notwendig ist, entfällt.
- Die Objektive sind bei inversen Auflichtmikroskopen deutlich exponiert, das heißt, herunterfallende Objekte oder aus dem Objekt tropfende Flüssigkeiten können die Frontlinse beschädigen. Auch stauben die Objektive inverser Auflichtmikroskope deutlich leichter ein.

### Beleuchtungsarten
Typische Beleuchtungsmodi in der Auflichtmikroskopie sind:
- Hellfeld
- Dunkelfeld
- Polarisationskontrast
- Differentieller Interferenzkontrast (DIK/DIC)
- Fluoreszenz
- Phasenkontrast

## Seitliche Beleuchtung

### Beleuchtungen für Stereomikroskope und Makroskope
Seitliche Beleuchtung kann eingesetzt werden, wenn der Abstand zwischen Objektiv und Präparat groß genug ist, um dazwischen Licht einzustrahlen. Dies ist beispielsweise bei Stereomikroskopen der Fall. Es können normale Lampen eingesetzt werden, die auf das Objekt ausgerichtet sind, oder Schwanenhals-Lampen, die eine große Flexibilität der Beleuchtungsrichtung ermöglichen.

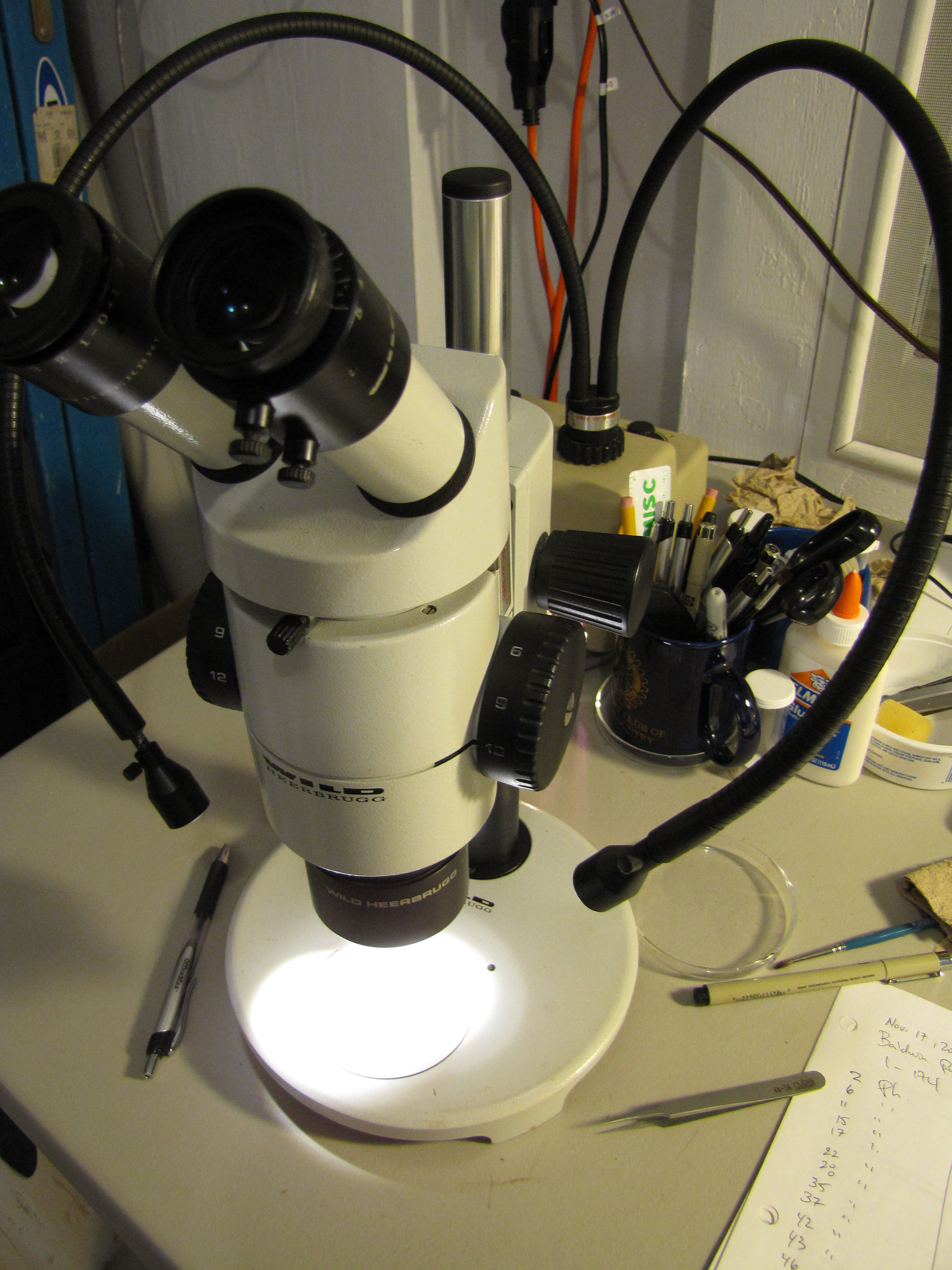
Stereomikroskop mit Schwanenhals-Beleuchtung.
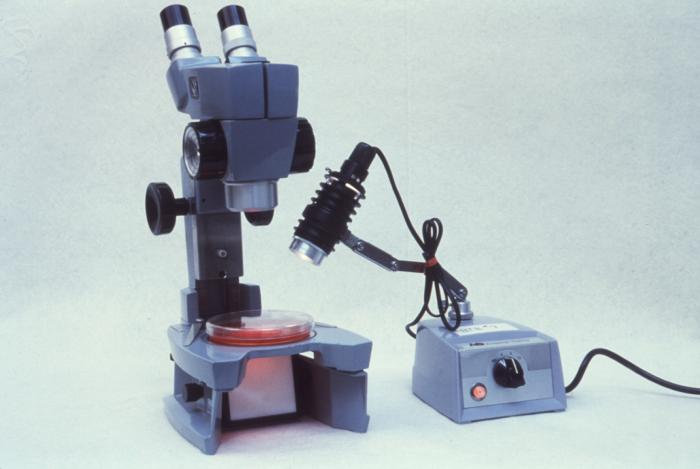
Seitliche Beleuchtung mit gewöhnlicher Lampe.
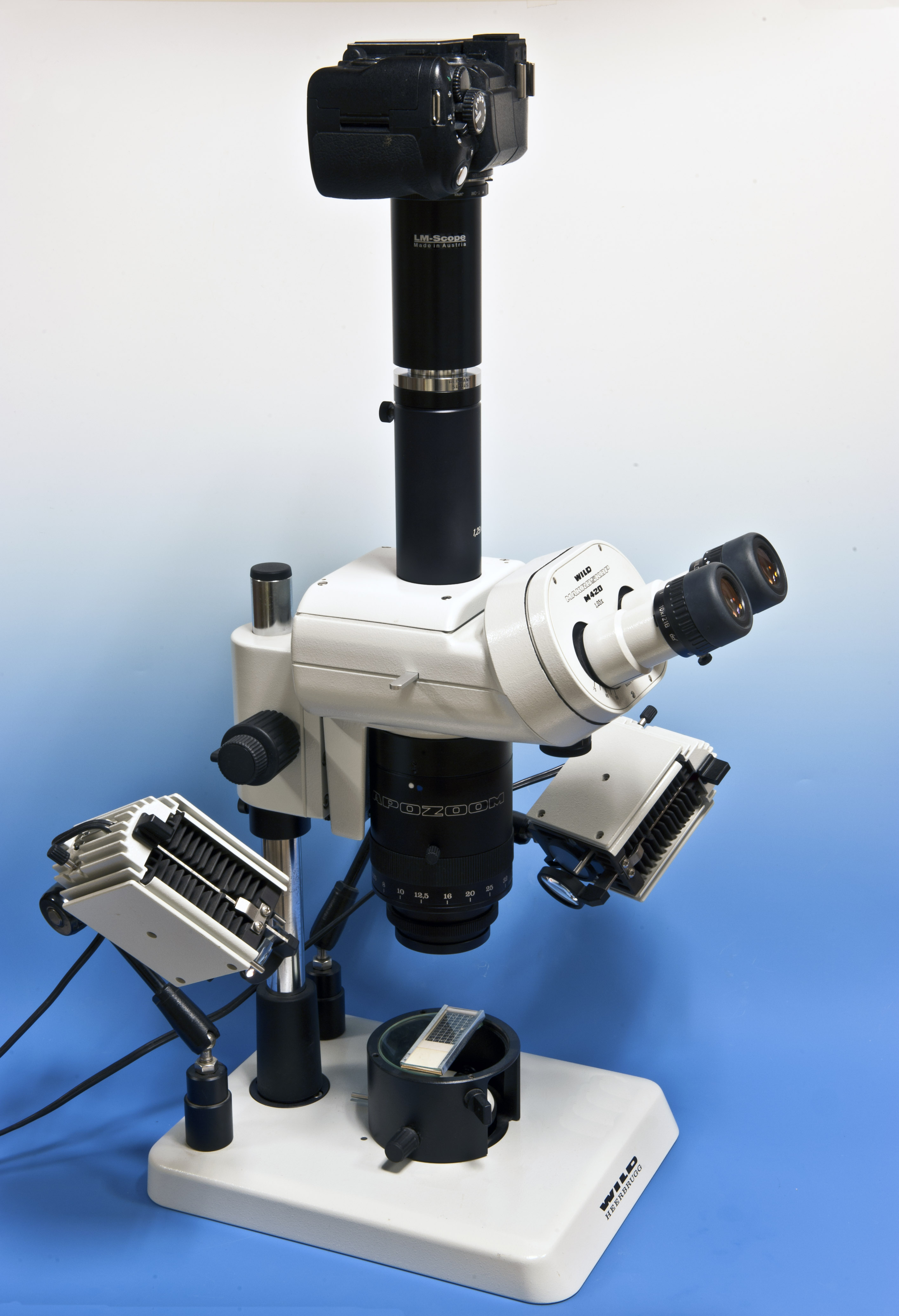
Makroskop mit seitlicher Lampe und Fotoapparat.

### Dunkelfeldbeleuchtungen
Mit Hilfe einer geeigneten seitlichen Beleuchtung kann das eingestrahlte Licht so geleitet werden, dass reflektiertes Licht hauptsächlich am Objektiv vorbei gestrahlt wird und nur bestimmte Strukturen im mikroskopischen Bild aufleuchten. Dann spricht man von Dunkelfeldmikroskopie.
Lieberkühn-Spiegel sind Einrichtungen, um in einem Durchlichtmikroskop eine Auflichtbeleuchtung zu ermöglichen. Sie waren im 18. und 19. Jahrhundert weit verbreitet. Auch Lieberkühnspiegel erzeugen eine Dunkelfeldbeleuchtung.

## Anwendungsbereich
Die Auflichtmikroskopie wird besonders bei lichtundurchlässigen Objekten – zum Beispiel in der Metallographie – angewendet; auch bei der Fluoreszenzmikroskopie hat sie Vorteile und wird dafür genutzt. In der Medizin wird das Verfahren bei der Dermatoskopie verwendet, bei der Dermatologen Hautveränderungen ihrer Patienten durch ein Hand-Auflichtmikroskop begutachten. Ebenso wird es in der Augenheilkunde in Form einer so genannten Spaltlampe verwendet. In der Mineralogie wird die Auflichtmikroskopie und das Polarisationsmikroskop zur Identifizierung von Erzmineralen (Vertikalilluminator) verwendet, wobei Eigenschaften wie Bireflexion, Innenreflexe und Reflexionsgrad bestimmt werden. In der Geologie ist sie eine wichtige Methode in der Kohlenpetrographie.